# Cyanide
《Cyanide》는 2008년 9월 2일에 발매된 메탈리카의 노래이다. 워너 브로스 레코드에 의해 발매되었다.

## 곡 목록
| #  | 제목        | 재생 시간 |
| -- | ----------- | --------- |
| 1. | 〈Cyanide〉 | 6:38      |